# Красная Поляна (Павлодарская область)
Кра́сная Поля́на (каз. Красная Поляна) — упразднённое село в Актогайском районе Павлодарской области Казахстана. Входило в состав Караобинского сельского округа. Код КАТО — 553243400. Исключено из учётных данных в 2017 году.

## Население
В 1999 году население села составляло 199 человек (90 мужчин и 109 женщин). По данным переписи 2009 года, в селе проживало 60 человек (32 мужчины и 28 женщин).